# Mary Robinson
Mary Therese Winifred Bourke, coniugata Robinson (in irlandese Máire Bean Mhic Róibín; Ballina, 21 marzo 1944), è una politica e avvocata irlandese, prima donna nonché prima laburista a diventare presidente del suo Paese il 3 dicembre 1990. Dal 1997 al 2002 fu anche Alta commissaria ONU per i diritti umani.
Tra i riconoscimenti che le sono stati conferiti nel corso della sua carriera, figurano il Premio Erasmo nel 1999 e il Premio Sonning nel 2002. Nel 2003 ottenne a Berlino la Medaglia Otto Hahn per la Pace.

## Biografia
Mary Robinson ha studiato al Trinity College di Dublino e poi al King's Inns. Ha anche studiato all'Università Harvard. Di ritorno in Irlanda, ha insegnato diritto europeo al Trinity College. Avvocata di formazione e professione, Mary Robinson è stata rapidamente coinvolta nella politica. Ha combattuto per difendere le libertà fondamentali e i diritti umani.

### Carriera politica
Mary Robinson è stata eletta per la prima volta al Senato come indipendente nel 1969 ed è stata membro dell'Alta Camera fino al 1989, ma è stata sconfitta come candidata al Partito Laburista al Dáil Éireann nel 1977 e nel 1981. Era anche membro del Consiglio comunale di Dublino.
Ha pubblicato scritti su diritto di famiglia e questioni costituzionali.

#### Presidente della Repubblica, dimissioni e incarico come Alta commissaria delle Nazioni Unite per i diritti umani
Il Partito Laburista la candidò alle elezioni presidenziali del 7 novembre 1990, che vinse con il 51,9% dei voti. Prestò giuramento il 3 dicembre per un periodo di sette anni.
Il 12 settembre 1997, ha rassegnato le dimissioni dall'incarico tre mesi prima della fine del suo mandato per entrare in carica tre giorni dopo come Alto Commissario delle Nazioni Unite per i diritti umani. Robinson è stata la prima Alta commissaria delle Nazioni Unite per i diritti umani a visitare il Tibet, dove ha viaggiato nel 1998. Nel 2001, ha annunciato che non avrebbe cercato un secondo mandato in carica, affermando che lei aveva pensato che potesse fare di più al di fuori dei "vincoli" dell'ONU. Fino al settembre 2002, ha prestato servizio presso la Segreteria Generale di Kofi Annan.
Mary Robinson ha presieduto la Commissione internazionale dei giuristi dal 2008 al 2010.

### Distinzioni
Mary Robinson è attualmente Cancelliera del Trinity College di Dublino.
È anche uno dei membri fondatori del Collegium internazionale di etica, politica e scienza, un'associazione che mira a fornire risposte intelligenti e appropriate che i popoli del mondo si aspettano dalle nuove sfide del nostro tempo.
Dal 6 al 9 novembre 2006, ha partecipato alla conferenza internazionale presso l'Università Gadjah Mada per l'adozione dei Principi di Yogyakarta per la protezione dei diritti umani delle persone lesbiche, gay, bisessuali e transgender (LGBT).
Dal 2007 fa parte del gruppo Global Elders, creato da Nelson Mandela per promuovere la pace e i diritti umani in tutto il mondo.
Mary Robinson è anche membro onorario del Club of Budapest.

## Onorificenze e premi
- Dottoressa honoris causa dell'Università di Rennes 2 Alta Bretagna, dell'Università di Ginevra e della Katholieke Universiteit Leuven
- Premio per la libertà, assegnato dalla Fondazione Max Schmidheiny[12] - 1994
- Premio Nord-Sud, assegnato dal Centro Nord-Sud del Consiglio d'Europa - 1997
- Premio Félix-Houphouët-Boigny per la ricerca della pace - 2000